# Израилов, Аслан Матаевич
Аслан Мата́евич Израи́лов (Исраилов) (17 октября 1977 — 18 декабря 2009, близ Дарго, Веденский район, Чечня, Россия) — один из лидеров чеченских сепаратистов, полевой командир, активный участник Второй войны в Чечне. Амир (глава) мобильной группой моджахедов, действовавшей в лесах Веденского и Ножай-Юртовского районов. Прозвище — «Саваб» (араб. ثواب‎, рус. Награда), псевдоним — амир «Саваб». По национальности чеченец. Приверженец салафизма.

## Биография
Аслан Израилов родился 17 октября 1977 года.
С 31 июля 2006 года находился в федеральном розыске за совершение преступлений, предусмотренных статьями 208 (организация незаконного вооружённого формирования), 222 (незаконное приобретение и ношение оружия) и 317 (посягательство на жизнь сотрудника правоохранительных органов) УК РФ.
По словам Кадырова, занимался активной вербовкой молодежи в ряды подполья.
Исламистские сайты приписывают ему несколько крупных терактов против федеральных войск и кадыровцев, в том числе нападение на сотрудников батальона «Север» под Тазен-Калой в сентябре 2007 года, нападение на Дарго в октябре 2007 года, расстрел автоколонны ППС в марте 2008 года под Центароем, нападение на Беной-Ведено в июне 2008 года и уничтожение двух автомашин в Веденском районе в июне 2009 года.
18 декабря 2009 года в результате перестрелки был убит вместе с тремя своими приспешниками в лесу близ села Дарго. В результате боя кадыровцы обнаружили базу, состоящую из трёх блиндажей и двух землянок, где они нашли большое количество продуктов питания, в том числе несколько десятков мешков муки и сахара, а также 2 автомата, 5 магазинов к ним, 1 пистолет Макарова и около 150 патронов. База была организована бандитами для зимовки.
Глава Чеченской республики Рамзан Кадыров счёл ликвидацию Израилова большим успехом. Северокавказскими боевиками признан шахидом.